# Трамвай Дорнбирн — Лустенау
Трамвай Дорнбирн — Лустенау — система междугородного трамвая метровой колеи, функционировавшая в федеральной земле Австрии Форарльберг с 30 ноября 1902 года по 31 октября 1938 года. Соединял город Дорнбирн с ярмарочным посёлком Лустенау. Эксплуатационная длина линии составляла 11.121 км.
С самого начала линия была построена на электрической тяге, использовался постоянный ток напряжением 550 вольт. Линия была на всем своем протяжении однопутной, с разъездами. Эксплуатацию линии осуществляло Акционерное общество «Elektrische Bahn Dornbirn — Lustenau AG» (EBDL).
Линия была закрыта 31 октября 1938 года, не выдержав конкуренции с автобусным сообщением между ее конечными пунктами.

## История
Инициатором строительства линии, соединяющей ярмарочный посёлок Лустенау, находившийся на берегу пограничного со Швейцарией Альпийского Рейна, с Дорнбирном — крупнейшим населенным пунктом Форарльберга, был текстильный бизнес, бурно развивавшийся в этом регионе с 1870-х гг. и искавший выход на рынки соседней Швейцарии. Первым шагом на этом пути было строительство в Лустенау в 1867 году так называемого Нижнего паромного моста (нем. Unterfahrbrücke) через Рейн, на месте бывшей паромной переправы в створе нынешней Верхней Рейнской улицы (нем. Höhe Rheinstraße). Благодаря этому мосту у ярмарочного Лустенау появилась прямая бесперебойная связь с находящимся на противоположном, швейцарском берегу Рейна поселком Ау, в котором расположена железнодорожная станция, связывающая его с Санкт-Галленом — центром одноименного кантона.
Следующим шагом должно было стать строительство железной дороги, соединяющей Лустенау с Дорнбирном и захватывающей другие территории Форарльберга. Так, в 1890 г. компании «F. M. Hämmerle» и «Herburger & Rhomberg» планировали строительство трамвайной линии на паровой тяге, проходящей от Хёхста (севернее Лустенау, вверх по Рейну) через Лустенау, Дорнбирн и далее на восток в Альбершвенде. Была даже подана заявка в императорско-королевское Министерство торговли Австро-Венгрии на проведение предварительных технических работ по реализации проекта, но разрешение получено не было.
Зато в 1897 году получил правительственное одобрение проект, который продвигал мэр Дорнбирна, в прошлом депутат Палаты депутатов (нем. Abgeordnetenhaus) Австрийского Рейхсрата Иоганн Георг Вайбель. Это должна была быть линия электрического трамвая длиной 24 километра. Начинаться она должна была в Кеннельбахе, что в четырех километрах от административного центра Форарльберга Брегенца, далее ее трасса должна была пройти через Вольфурт, Шварцах, Дорнбирн и оканчиваться в Лустенау у моста. Однако линия была построена только на участке Лустенау — Дорнбирн: возможно, потому, что Дорнбирн и Брегенц уже были соединены Форарльбергской железной дорогой.
Строительство осуществляла компания «Siemens & Halske AG», она же учредила дочернюю компанию — АО «Elektrische Bahn Dornbirn — Lustenau AG» (EBDL), которая стала эксплуатантом линии.
Линия была торжественно открыта 30 ноября 1902 года, и в этот же день по ней началось регулярное движение. Главными акционерами вновь образованной трамвайной компании стали представители текстильного бизнеса Форарльберга, они и стали главными выгодоприобретателями от трамвайной линии, которая на первых порах приносила ощутимую прибыль.
Линия начиналась у железнодорожного вокзала Дорнбирна и шла по нынешней Лустенауэр-штрассе. Трамвайное депо Дорнбирна находилось на территории кампуса Университета прикладных наук Форарльберга. Конечная станция в Лустенау была возле самого Нижнего паромного моста через Рейн, за которым уже была Швейцария.
Трамвайная компания работала достаточно успешно до 1930 года, помимо людей ежегодно перевозилось от 700 до 900 тонн грузов. Однако Великая депрессия нанесла такой удар, после которого Дорнбирнский трамвай оправиться не смог. Резко упали грузовые, а особенно пассажирские перевозки. Перепись транспортного потока, проведенная летом 1937 года, показала, что только 23 процента перемещающихся между Дорнбирном и Лустенау пользовались трамваем, между тем как 63 процента предпочитали велосипед, а 10 процентов — автомобиль. Причиной тому были крайне малая путевая скорость и сбои в движении, для решения проблем были необходимы ремонт пути и модернизация подвижного состава, на что не хватало средств.
После Аншлюса — включения Австрии в состав Германии, состоявшегося 12—13 марта 1938 года, трамвай был национализирован и перешел в управление германской Рейхспочты. Представители германского почтового ведомства сочли крупные капиталовложения, необходимые для продолжения существования трамвая Дорнбирн — Лустенау неэффективными. 31 октября 1938 года движение на было прекращено, на следующий день трамваи были заменены девятью автобусами. Данное решение на тот момент казалось соответствующим духу времени: будущее виделось за автотранспортом, а трамвай казался устаревшим видом транспорта.
- Бывшее трамвайное депо в Дорнбирне
- Торжественное открытие трамвая 30 ноября 1902 г. (Дорнбирн, Вокзальная улица / Bahnhofstraße)
- 23 мая 1915 года. Батальон «вольных стрелков» Дорнбирна отправляется на I Мировую войну. Хорошо виден прицепной вагон открытого типа.

## Сохранившиеся фрагменты
В Лустенау до сих пор сохранилось бывшее трамвайное депо, расположенное на Рейнской дамбе. Кроме того, на нескольких домах в Дорнбирне, например на Марктштрассе, сохранились настенные крепления несущих проводов контактной сети.

## Подвижной состав
Все вагоны были двухосными и двухсторонними, с возможностью посадки и высадки с обеих сторон. После ликвидации трамвайной системы и списания подвижного состава в 1938 году их продали трамваю Клагенфурта:
| Тип             | Количество | Нумерация | Год выпуска | Производитель       | Длина   | Колесная база | Примечания |
| --------------- | ---------- | --------- | ----------- | ------------------- | ------- | ------------- | --- |
| Моторный вагон  | 5          | 1- 5      | 1902        | Grazer Waggonfabrik | 8300 mm | 3000 mm       | Первоначально открытые вагоны с крышей-«фонарем», на которой крепился бугель. Впоследствии переделаны в закрытые, с куполообразной крышей и раздвижными дверями |
| Прицепной вагон | 2          | 8 и 9     | 1902        | Grazer Waggonfabrik | 8870 mm | 3000 mm       | Открытая платформа, с куполообразным навесом и раздвижными дверями                                                                                              |
| Прицепной вагон | 2          | 10 и 11   | 1902        | Grazer Waggonfabrik |         |               | Построены в 1902 году как товарные вагоны с номерами 6 и 7, позднее переделаны в пассажирские с номерами 10 и 11.                                               |
| Прицепной вагон | 1          | 12        | 1922        | Мастерские депо     | 8300 mm | 3000 mm       | Построен из имевшихся запчастей |